# Pavlína Drlík Palmovská
Pavlína Drlík Palmovská, rozená Palmovská, (* 12. června 1992 Uherské Hradiště) je česká herečka a zpěvačka. V divadle hrála poprvé ve svých sedmnácti letech, a to na jevišti bratislavské Nové scény.

## Osobní život
Pochází z Uherského Hradiště. V letech 1999–2008 zde navštěvovala Základní školu sportovní, kde se věnovala atletice a skoku o tyči. V roce 2007 v této disciplíně soutěžila na Mistrovství Moravy a Slezska, které se konalo v Bratislavě, umístila se zde na 4. místě.
V Uherském Hradišti pravidelně navštěvovala základní uměleckou školu, absolvovala zde v oborech Hra na klavír, Hudební nauka, Sborový zpěv a Výtvarné umění, pravidelně se také účastnila pěvecké soutěže Yamaha Show. Od svých čtyř let se intenzivně věnovala lidovým tancům, jako malá se zúčastnila několika folklórních festivalů.
Vzhledem k tomu, že její matka pochází z Bratislavy a výborně tedy ovládá jak český, tak i slovenský jazyk, rozhodla se pro studium na Slovensku. V roce 2008 byla přijata na Státní konzervatoř do Bratislavy (obor hudebně – dramatický), kterou po šesti letech studia zakončila s titulem DiS. art.
V roce 2019 se vdala a přestěhovala do Prahy. Má dceru Annu.
Žije v Praze.

## Kariéra
Již ve druhém ročníku konzervatoře začala spolupracovat s bratislavským divadlem Nová scéna. Tato spolupráce trvala po celé její působení v Bratislavě, přičemž zde nazkoušela několik inscenací. V Bratislavě také jako vokalistka pravidelně natáčela zábavní televizní show Legendy Popu, vokálně tak doprovázela například Karla Gotta, Ilonu Csákovou, Sagvana Tofiho a další. Hudebně spolupracovala mj. i s režisérem a producentem Jánem Ďurovčíkem a zpěvačkou Nelou Pociskovou, kterou vokálně doprovázela při jejích koncertech napříč Slovenskem či na jejím velkolepém koncertu Mega koncert Nely Pociskovej. V pátém ročníku studia pak dostala nabídku hostování v inscenaci Kočky v Městském divadle Brno. Poté byla v roce 2013 přijata na Divadelní fakultu Janáčkovy akademie múzických umění, kde v roce 2017 absolvovala s titulem MgA. obor Muzikálové herectví pod vedením herce Petra Štěpána a dramaturga Miroslava Ondry. Také v Městském divadle Brno její spolupráce trvala napříč celým jejím studiem na vysoké škole, ve svém portfoliu má bezmála deset inscenací v tomto divadle. Další spoluprací v průběhu studií na JAMU bylo divadlo J. K. Tyla v Plzni, kde nazkoušela roli Franciscy v muzikálu West Side Story. 
V roce 2018 byla dirigentem Jakubem Kleckerem a brněnskou filharmonií přizvána k hudebnímu projektu Kantiléna in Rhythm, koncert se uskutečnil v brněnském Sonu a pro úspěch se zde opakoval i o rok později. K jejím brněnským hudebním spolupracím dále patří projekt Pop in Swing, jazzové seskupení The Four Spades, hudební skupina Meteor z Prahy či nově vznikající big band The People. Po dokončení všech škol hrála a zkoušela napříč republikou, a to v divadlech Městské divadlo Brno, Národní divadlo Brno, divadlo Buranteatr | Co.labs, Východočeské divadlo Pardubice, Divadlo J. K. Tyla v Plzni či Divadlo Jiřího Myrona v Ostravě. V roce 2019 dostala nabídku angažmá v Městském divadle Brno, tu ale odmítla a rozhodla se pokračovat na volné noze. 
Po příjezdu do Prahy v roce 2019 nazkoušela tři role v inscenaci Heidi, děvčátko z hor pod záštitou Ivety Duškové a pražského Divadla Kampa, kde hraje dodnes (2013). V Praze také natočila několik reklam, videoklipů a epizodních rolí v seriálech Labyrint, Ulice, Modrý kód či Ordinace v růžové zahradě 2. Zúčastnila se i několika filmových hereckých kurzů a to ji přimělo k hledání štěstí ve filmovém průmyslu.

### Filmografie
| Rok  | Název                       | Role       | Poznámky    |
| ---- | --------------------------- | ---------- | ----------- |
| 2014 | O muži a květině            | Prodavačka | Krátký film |
| 2017 | Labyrint                    | Servírka   | TV seriál   |
| 2020 | Modrý kód                   | Plátková   | TV seriál   |
| 2021 | Ulice                       | Slečna     | TV seriál   |
| 2022 | Ordinace v růžové zahradě 2 | Rodička    | TV seriál   |

### Divadlo

#### Nová scéna Bratislava
- Ľuba Vančíková: Zhŕňajova nevesta, 2009
- Lyman Frank Baum, Juraj Haško: Čarodejník z krajiny Oz, 2010 – Zajačica
- Štefan Kožka, Ľubomír Dolný: Muzikálový sen, 2011
- Eugen Doga, Milivoj Uzelac, Tamás Szarka: Cigáni idú do neba, 2012 – Družba Rady
- Steve Margoshes, Jacques Levy, David De Silva, José Fernandez: Fame, 2013 – Mabel Washington

#### Štúdio L+S
- Ľubomír Feldek: Stalo sa v Bratislave, 2013

#### Městské divadlo Brno
- Andrew Lloyd Webber, Thomas Stearns Eliot: Kočky, 2013 – Kasandra
- Dave Stewart, Glen Ballard, Bruce Joel Rubin: Duch, 2014
- Andrew Lloyd Webber, Jim Steinman: Pískání po větru, 2015
- László Tolcsvay, Pétér Müller: Evangelium o Marii, 2016
- Christopher Curtis, Thomas Meehan: Chaplin, 2017 – Mabel
- The Beatles, Stanislav Slovák, Jan Šotkovský, Petr Štěpán: Bítls, 2017 – Monča
- Tom Kitt, Brian Yorkey, Bridget Carpenter: Děsnej pátek, 2017 – Seržant Sitzová
- Bee Gees, Robert Stigwood, Bill Oakes: Horečka sobotní noci, 2018 – Linda Manero
- David Shire, Richard Maltby Jr., John Weidman: Big, 2018
- Arthur Kopit, Maury Yeston: Nine, 2019 – Renata

#### Divadlo Buranteatr | Co.Labs
- po.r. Alexandra Dumase ml.: Pán s kaméliemi, 2013 – Studentka
- Johann Wolfgang Goethe: Faust a Markétka, 2015 – Společnice

#### Národní divadlo Brno
- Leoš Janáček: Káťa Kabanová, 2016 – Tanečnice

#### Divadlo na Orlí
- Petr Štěpán, Miroslav Ondra: Figarka, 2016 – Fanynka, dcera zahradníka
- Stephen Sondheim, George Furth: Zlatá brána otevřená, 2016 – Beth, Meg Kincaidová
- Jacques Brel, Mort Shuman, Erik Blau: Světlo pod Café Brel, 2017 – Holka na útěku

#### Divadlo J. K. Tyla v Plzni
- Arthur Laurents, Leonard Bernstein, Stephen Sondheim: West Side Story, 2017 – Francisca

#### Východočeské divadlo Pardubice
- Howard Ashman, Alan Menken: Kvítek z horrroru, 2018 – Chiffon

#### Národní divadlo moravskoslezské
- Andrew Lloyd Webber, Thomas Stearns Eliot: Kočky, 2018 – Kasandra[3]

#### Divadlo Kampa
- Johanna Spyri: Heidi, děvčátko z hor, 2019 – Bětka / Paní Mayerová, Klárka